# Nikołaj Sybew
Nikołaj Jordanow Sybew, bułg. Николай Йорданов Събев (ur. 24 września 1960 w Ruse) – bułgarski przedsiębiorca i polityk, poseł do Zgromadzenia Narodowego, od 2021 do 2022 minister transportu i łączności.

## Życiorys
Absolwent eksploatacji i zarządzania flotą oraz portami na Akademii Marynarki Wojennej im. Nikoły Wapcarowa w Warnie. Ukończył również ekonomię i zarządzanie transportem na Uniwersytecie Gospodarki Narodowej i Światowej w Sofii. Pracował przez dziesięć lat w przedsiębiorstwie żeglugi rzecznej. W pierwszej połowie lat 90. zajął się prowadzeniem własnej działalności gospodarczej, założył przedsiębiorstwo spedycyjne Ekont Trans (1993) oraz kurierskie Ekont Ekspres (1997), które stało się największą tego typu firmą w Bułgarii. W późniejszym czasie wycofał się z bieżącego zarządzania, w 2018 przeniósł się do Sofii, gdzie utworzył laboratorium biznesowe.
W 2021 związał się z ugrupowaniem Kontynuujemy Zmianę, które założyli Kirił Petkow i Asen Wasilew. W listopadzie tegoż roku z jego ramienia uzyskał mandat deputowanego do Zgromadzenia Narodowego 47. kadencji.
W grudniu 2021 objął stanowisko ministra transportu i łączności w nowo utworzonym rządzie Kiriła Petkowa. Zakończył urzędowanie wraz z całym gabinetem w sierpniu 2022. W tym samym roku z powodzeniem ubiegał się o poselską reelekcję, jednak zrezygnował z objęcia mandatu przed rozpoczęciem kadencji.